# Ольга Хомегі
Ольга Хомегі (1 травня 1958) — румунська академічна веслувальниця.
Олімпійська чемпіонка 1984 (розпашні четвірки зі стерновою), 1988 (розпашні двійки без стернової) років, срібна призерка 1988 року в складі вісімки, бронзова призерка 1980 року в складі парної двійки.
Чемпіонка світу 1986 (розпашні двійки без стернової), 1987 (розпашні двійки без стернової), 1987 (вісімки) років, срібна призерка 1983, 1985 років у складі розпашної четвірки зі стерновою, бронзова призерка 1979 (парні двійки), 1981 (парні четвірки) років.